# Choose or Die
Choose or Die è un film horror britannico del 2022, diretto dall'esordiente Toby Meakins. L'opera è stata distribuita come esclusiva Netflix.

## Trama
Un uomo di mezz'età più che benestante prova un videogioco horror mentre sua moglie e suo figlio adolescente litigano: per effetto diretto del gioco la donna finisce per tagliare la lingua del ragazzo, dando inizio ad una maledizione che continua a perseguitare la famiglia. La scena si sposta su Kayla, ragazza che ha da poco lasciato il college nonostante un enorme talento per l'informatica e si ritrova quindi a svolgere i lavori più umili per poter sopravvivere. Figlia di una tossicodipendente che non è mai riuscita ad emanciparsi dal terribile quartiere in cui vive e subisce ancora le angherie del suo proprietario di casa (nonché spacciatore) Lance, Kayla cerca di aiutare la donna tenendo testa a Lance, tuttavia i suoi tentativi risultano vani. La madre di Kayla sviluppa inoltre un'ossessione per i ratti che, a suo dire, vivrebbero nelle mura del suo appartamento.
Mentre è a casa dell'amico Isaac, il quale è visibilmente infatuato di lei ed è anch'egli un programmatore (sta creando un gioco in cui l'eroina ha le sue fattezze), Kayla riceve da lui un vecchio videogioco che ha trovato a un mercatino dell'usato. Il gioco è accompagnato da una presentazione dell'icona horror Robert Englund ed è legato a un premio monetario che dovrebbe essere assegnato al primo vincitore. Kayla prova il gioco mentre è da sola in un bar notturno, alle 2:00: il gioco dimostra immediatamente di essere in grado di controllare il mondo circostante e determina in pochi minuti la morte dell'unica cameriera presente, che si ritrova costretta a mangiare pezzi di vetro fino a morire. Il gioco decreta Kayla vincitrice del primo livello e le dà appuntamento al giorno successivo alla stessa ora; la ragazza si ritrova improvvisamente nel suo appartamento. Nelle ore successive Kayla prova a spiegare l'accaduto a Isaac, che tuttavia è scettico. 
Alle 2:00 di notte Kayla, mentre sta lavorando come addetta alle pulizie in un grattacielo vuoto, vede accendersi un monitor: il gioco si è riattivato costringendola a giocare con la vita di sua madre, impersonando la parte di un ratto che vuole predarla nel suo appartamento. Kayla riesce a spingere sua madre a buttarsi dalla finestra affinché non venga attaccata dall'animale: il gioco la decreta vincitrice del livello nonostante sua madre non sia morta. Il giorno seguente l'appartamento appare semidistrutto e Lance le offre di prostituirsi per ripagare il danno. Dopo questo terribile avvenimento, Isaac non ha più riserve a credere a Kayla: i due affrontano insieme il terzo livello e il gioco arriva a rievocare il fratellino defunto di Kayla per metterla in difficoltà. Dopo averla costretta a scegliere chi salvare fra suo fratello e Isaac, nel momento in cui Kayla sceglie Isaac fa sì che il fratello morto combatta contro di lei. La ragazza riesce comunque a vincere il terzo livello.
Decisi più che mai a venire a capo del mistero, i due ragazzi riescono a decriptare il codice del gioco e raggiungono il luogo in cui sembra essere stato creato. Qui trovano uno stabile abbandonato dove è tuttavia presente una testimonianza video del suo creatore, il quale rivela di aver creato il gioco trascrivendo un'antica maledizione nel linguaggio di programmazione. L'effetto di tale maledizione fa sì che lui riceva vantaggi in maniera proporzionale alla sofferenza inflitta tramite il gioco, come viene dimostrato attraverso un altro video in cui un giocatore viene costretto a mangiare il suo stesso braccio e ciò determina la guarigione del braccio del programmatore da una ferita. Concluso il video, il gioco si riattiva in anticipo per punire i due per aver barato recandosi lì: l'effetto questa volta è di trasformare la lingua di Isaac nel nastro di una cassetta, finendo per ucciderlo attraverso la funzione "avanti veloce" come se fosse in un registratore. Kayla viene decretata vincitrice del quarto livello e viene incaricata di raggiungere un luogo specifico per il combattimento con il boss finale. 
La ragazza finisce per raggiungere l'uomo di mezz'età il cui figlio (adesso truccato come un pagliaccio) aveva perso la lingua per effetto del gioco: poiché anche lui è arrivato alla fine del gioco, la lotta finale sarà fra di loro. L'effetto del gioco fa sì che ciascuno debba attaccare se stesso per ferire l'altro: Kayla è la prima a capirlo e sta per avere la meglio ma l'intervento del figlio dell'uomo sembra cambiare le sorti del gioco. La moglie interviene tuttavia con l'intenzione di uccidere il marito: nonostante Kayla sia ormai ferita, questo le dà modo di buttarsi in una piscina e di far affogare in questo modo il suo rivale. Una volta aiutata dalla moglie del defunto a inscenarne il suicidio, Kayla riceve il vero premio: la possibilità di diventare programmatrice e di far del male attraverso il gioco. Kayla usa allora il potere per uccidere Lance e salvare così sua madre, finendo per guarire le sue ferite. A questo punto la ragazza è decisa a usare il potere ricevuto per far del male solo a chi merita di riceverne.

## Produzione
Le riprese del film si sono svolte a Londra nei primi mesi del 2021, concludendosi ad aprile. La colonna sonora è stata composta da Liam Howlett,

## Distribuzione
Netflix ha acquistato i diritti per la distribuzione dell'opera nel 2021, distribuendolo in esclusiva a partire dal 15 aprile 2022.

## Accoglienza
Sull'aggregatore Rotten Tomatoes il film riceve il 27% delle recensioni professionali positive con un voto medio di 4,6 su 10 basato su 23 critiche, mentre su Metacritic ottiene un punteggio di 43 su 100 basato su 10 critiche.